# 武科瓦爾-斯里耶姆縣
武科瓦爾-斯里耶姆縣，是克羅地亞的一個縣，位於該國最東部。東鄰塞爾維亞，南鄰波黑。面積2,448平方公里，人口204,768（2001年）。首府武科瓦爾。
下分五市、二十六鎮。縣議會有41席。